# Reines Jüdisches Fett

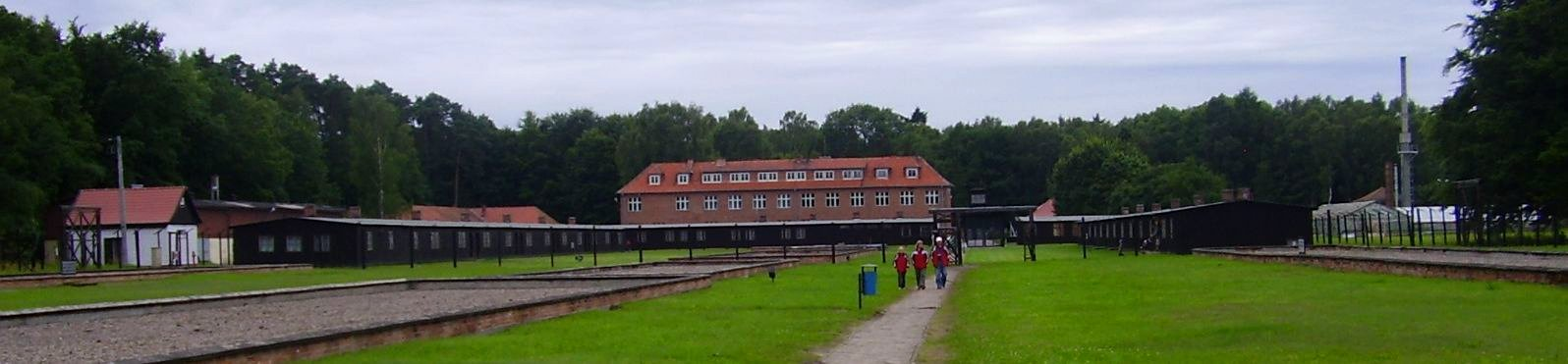
I koncentrationslägret Stutthof skall små mängder tvål ha framställts av människolik.

Reines Jüdisches Fett, det vill säga Rent Judiskt Fett (RJF), är en beteckning som påstås ha använts på tvålar under andra världskriget för att förtydliga att tvålarna var gjorda av fett från judar som dog i Förintelsen. Andra har dock hävdat att den korrekta förkortningen var RIF, som stod för Reichsstelle für Industrielle Fettversorgung (Riksmyndigheten för industriell fettförsörjning). Yehuda Bauer menar att uttrycket stod för Rheinische Industrielle Fettherstellung.
Rykten om att man tillverkade tvål från mänskligt fett förekom åtminstone så tidigt som 1942 i Lublin. Vid Nürnbergrättegången vittnade Sigmund Mazur, laboratorieassistent vid Gdańsks anatomiska institut om att 25 kilo tvål producerats. Det finns emellertid inga bevis för att någon storskalig produktion förekommit. 
Yad Vashem uppger att nazisterna inte producerade tvål av mänskligt fett i industriell omfattning, utan att ryktet om att man tillverkade tvål av människor användes av nazisterna för att skrämma koncentrationslägerfångar.  Det finns däremot bevis för att tyska forskare utvecklat en process för halvindustriell produktion av tvål från människokroppar. Uppgifterna om produktion av fett från lik bekräftades 2006.

### Översättning
Den här artikeln är helt eller delvis baserad på material från engelskspråkiga Wikipedia.